# ريس تومسون (لاعب كرة قدم)
ريس تومسون (بالإنجليزية: Reece Thompson)‏ هو لاعب كرة قدم بريطاني في مركز الهجوم، ولد في 11 نوفمبر 1993 في وركشوب ‏ في المملكة المتحدة. لعب مع نادي لينكولن سيتي ونادي يورك سيتي.

## وصلات خارجية
- ريس تومسون (لاعب كرة قدم) على موقع قاعدة بيانات كرة القدم.إي يو (الإنجليزية)
- ريس تومسون (لاعب كرة قدم) على موقع Soccerbase.com (لاعب) (الإنجليزية)
- ريس تومسون (لاعب كرة قدم) على موقع Soccerway.com (الإنجليزية)